# 低功能自閉症
低功能自閉症（英語：Low-functioning autism，縮寫：LFA）是一種有智能障礙的自閉症（智商69或以下），其症狀包括社交或互動障礙，行為怪異，缺乏社交或情感上的互惠性。症狀還包括睡眠問題、攻擊性和自我傷害。

## 診斷
在美國精神醫學學會出版的《精神疾病診斷與統計手冊》中，並沒有對低功能自閉症的診斷。在DSM-4中，低功能自閉症指的是所有有智力障礙（智商69或以下）的自閉症患者。但在目前DSM-5的診斷標準中，已經取消了低功能自閉症的分類。